# 意味の意味

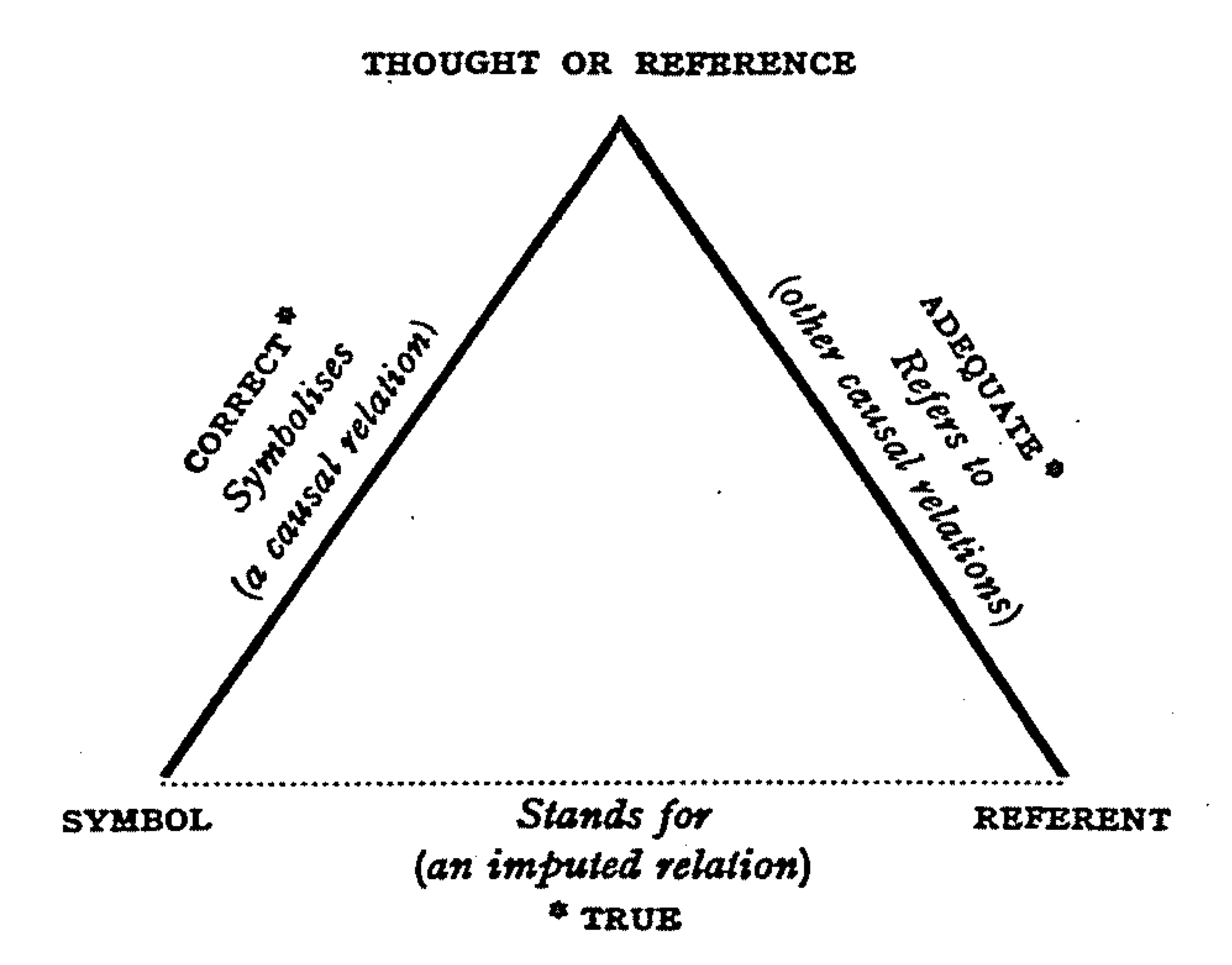
意味の三角形

『意味の意味』（いみのいみ、英語: The Meaning of Meaning）は、C・K・オグデンとI・A・リチャーズの共著。1923年イギリスで出版、1949年10版。
近代言語学における意味論の古典的著作であり、哲学や心理学の面もある境界領域的著作。とくに「意味の三角形」の提唱や、併載論文のマリノウスキー著『原始言語における意味の問題』で知られる。

## 刊行背景
「意味の意味」（意味とは何か？）という問題は、古代から言語哲学の対象になっており、本書を含め、現代まで様々な説がある。本書の題名は、1920年オックスフォード大学で開かれた同名のシンポジウムに由来するとされる。
オグデンとリチャーズは、どちらもケンブリッジ大学出身の多分野的な学者（ポリマス）である。二人が友人になったのは、1918年の第一次大戦終戦日、ケンブリッジ市内の同じアパートに住んでいたリチャーズをオグデンが所用で訪ねた際、『Mind』誌の話題で意気投合したのがきっかけだった。本書の内容は、そのときの会話が原型になっている。共著だが明確な分担はない。
1908年から1911年、オグデンが学生時代にした研究（ギリシア語がギリシア哲学にもたらした影響）が、第2章の前身になっている。1920年から1923年、二人は本書全体の前身となる論説を『ケンブリッジ・マガジン』に寄稿した。1922年には、共通の友人J・ウッドを交えた三人で、第7章の前身となる『美学の基礎』を刊行した。1926年の第2版では、出版社の要求で第2章が縮小された。
初版の刊行後、二人は次第に疎遠になったが、それぞれ本書を敷衍する形でベーシック・イングリッシュや文芸批評の道に進んだ。

## 影響源と同時代人
本書は古今東西の学説を参照している。とくに影響源として、ベーコンの「市場のイドラ」（言語がもたらす混乱）、ホッブズやベンサム（オグデンはベンサム研究者でもある）、ラッセルやウィトゲンシュタイン（オグデンは『論理哲学論考』英訳者でもある）の言語哲学、ソシュールやパース、ウェルビー夫人（夫人はオグデンの文通相手である）の記号論、ワトソンやパブロフの行動主義心理学が挙げられる。 
コージブスキーの一般意味論（コージブスキーもオグデンの文通相手である）、マリノウスキーの原始言語論（後述）、ブリッジマンの操作主義は、本書と同時期に本書と似た内容を扱っている。

## 内容

### 概観
本書は難解とされる。その一因として、論点が多方面に及び、全体の展望がつかみづらいことが挙げられる。
本書全体のテーマは2つあり、副題に「言語の思想へ及ぼす影響、および象徴学の研究」とあるように、1. 言語が思想にもたらす混乱（言葉の魔術）について論じること、2. 意味の理論として「象徴学」という科学を確立すること、である。
本書の分野は、言語学上の意味論に留まらず、哲学・美学・心理学・生理学・文学・伝達論など多方面に及ぶ。哲学ではイギリス経験論や唯名論を踏まえており、感覚的経験を認識の源泉とし、「善」などの抽象概念は実在せず個物のみが実在する、という立場をとっている。

### 意味の三角形
第1章で「意味の三角形」が提示される。重要なのは、底辺の点線である。すなわち、言葉と事物（referent）は直接対応しない。言葉は象徴（symbol）であり、言葉を使う人の思想（reference）を媒介して事物を指す。
言葉が思想を正確（correct）に象徴し、思想が事物を適切（adequate）に指示するときのみ、言葉は意味をもつ。
言葉を使う人の心的状態、すなわち脈絡（context）に応じて、言葉が指す事物は変わる。ときには指す事物が無い場合、すなわち右下の点が無い場合もある。
底辺の点線を実線と誤解することや、右下が無いのに有ると誤解することこそが、言葉による混乱の源である。
「意味の三角形」は、脈絡や心的状態を重視する点で、語用論に近いとも言える。言葉の自律性を否定する点で、フレーゲの「意義と意味」やソシュールの「シニフィアンとシニフィエ」と異なる。本書はソシュールの「ラング」を「調査の及ばないところに言語的実体を創意した虚構」として批判している。

### その他
第2章では、ギリシア哲学や言語の混乱について論じる。第3章では、行動主義心理学の条件づけ（パブロフの犬）などにより脈絡論を説明する。第6章では、「定義」とは平易な言葉に言い換えることであるとし、ベーシック・イングリッシュの布石となった。第9章と第10章では、「意味」の多義性を論じ、意味を「意図」「価値」「情緒」「被指示物」など16種に分類する。結論として、正しい言語伝達のための言語教育の重要性を説く。以上のほか、言葉の「指示的用法」と「換情的用法」の区別など、様々な内容を扱っている。

## 後世の受容

### 欧米
古典的研究の多くがそうであるように、本書には様々な批判がある。三角形について、ラッセルやブルームフィールドは、「思想」という心的要素を導入したことを批判した（意味のイメージ説批判）。ライオンズは、三角形はスコラ哲学における「表意」（羅: significatio）の再定式化に過ぎないとした。ウルマンは、外界の事物は言語に不要であるとし、左上の辺を重視する新たな三角形を提示した。
本書併載のマリノウスキーの論文『原始言語における意味の問題』は、未開時代の言語には「思想」が無いとし、「場の脈絡」（context of situation）を重視する発話行為論的な理論を提示した。同論文はファースらロンドン学派やバンヴェニストの発話論に影響を与えた。
エイヤーは、第6章における「善」の定義不可能論を、倫理学上の情緒主義の系譜に位置付けた。 
パトナムにはほぼ同題の著作『「意味」の意味』（The Meaning of 'Meaning'）がある。
『グランド・ブダペスト・ホテル』などで知られる映画監督ウェス・アンダーソンは、自身が哲学専攻の学生時代、感銘を受けたが内容はほぼ忘れた書籍として、本書を挙げている。

### 日本
日本では、1923年の刊行後すぐ土居光知・垣内松三らが紹介した。1936年、石橋幸太郎が初訳を刊行し「岡倉賞」を受賞した。石橋訳は重版されたが、戦中絶版となった。戦後再び重版され、床並繁による抄訳も刊行された。2001年、新泉社から石橋訳の新装版が刊行され、外山滋比古が解説を寄せている。
戦前の日本で本書が重視された一因として、東京文理科大学教員でリチャーズの弟子のウィリアム・エンプソンの存在があった。リチャーズ自身も数度来日していた。

## 書誌情報
- Ogden, Charles Kay & Ivor Armstrong Richards. 1923. 194910. The Meaning of Meaning: A Study of the Influence of Language upon Thought and of the Science of Symbolism. (International Library of Psychology, Philosophy and Scientific Method).
  - 1st ed., London: Kegan Paul, Trench, Trubner; New York: Harcourt, Brace
  - 10th ed., London: Routledge & Kegan Paul

- 石橋幸太郎 訳『意味の意味 : 言語の思想に及ぼす影響及び象徴学の研究』
  - 初版: 東京:興文社,1936.（原著3版の全訳、岡倉由三郎 訳序）
  - 改訂版: 東京:興文社,1937; 東京:刀江書院,1951; 東京:池田書店,1957; 東京:新泉社,1967; 2001.
  - 最新版: 東京:新泉社,2008.（原著4版の全訳、外山滋比古 解説）ISBN 978-4-7877-0809-0
- 床並繁 訳述『意味の意味 英語学ライブラリー30』東京:研究社出版,1958.（原著10版の抄訳）